# El partido de la muerte (libro)
El Partido de la Muerte: Los Demócratas, los Medios de comunicación, los Tribunales, y el Desatender para la vida Humana es un libro escrito por Ramesh Ponnuru. La edición de tapa dura, publicada por la Editorial Regnery, fue liberada el 24 de abril de 2006 y consta de 320 páginas. Controversialmente titulado, el trabajo es un exposición de posturas referentes al Derecho a la vida como el aborto y la eutanasia, centrándose en el cambio de postura del Partido Demócrata de los Estados Unidos, pasando de ser Provida a Proelección.

## Reseñas
Jonah Goldberg, editor en jefe de NRO, afirma que "Ponnuru se aferra escrupulosamente a argumentos no religiosos, accesibles a todos, pero eso no ha impedido que los críticos acusen de que sus motivos son inaceptablemente "religiosos", mientras que otros se han quejado de que Ponnuru es demasiado racional. De nuevo, parece que el verdadero pecado de Ponnuru no es cómo dice las cosas, sino que las dice completamente."
John Derbyshire escribe: "El derecho a la vida se hace tan presentable como sea posible en El Partido de la Muerte, con una escritura que es atractiva y lúcida ... Los defensores del derecho a la vida están dando la bienvenida a El Partido de la Muerte con mucha alegría, sin embargo, y tienen razón al hacerlo, ya que es una pieza excepcionalmente fina de escritura polémica en apoyo de su ... causa ....El Partido de la Muerte está obviamente inspirado por creencias religiosas. Los pasajes filosóficos siguen estrictamente la Regla de Oro de la apologética religiosa, que es: La conclusión se conoce de antemano, y la tarea del intelectual es erigir argumentos de apoyo ".
Posiblemente en respuesta a estas acusaciones de tener un punto de vista abiertamente religioso al abordar el tema, Ponnuru afirma: "He hecho una demostración de razonamiento, pero mis conclusiones se han alineado convenientemente con las enseñanzas de mi iglesia. Mi punto de vista sobre el aborto no ha cambiado desde que fui agnóstico ... Es cierto que soy católico. También es cierto que creo que la enseñanza de mi iglesia sobre el aborto es razonable, sana y correcta. Porque he llegado a creer que el catolicismo es verdad, después de todo, que me convertí en católico ... Si no creyera que las enseñanzas católicas fueran ciertas, no sería católico.

## Publicidad
El anfitrión de The Daily Show, Jon Stewart, entrevistó a Ponnuru el 17 de mayo de 2006 como parte de un tour promocional para su libro. El anfitrión de The Colbert Report, Stephen Colbert, informó que entrevistó a Ponnuru el 14 de agosto de 2006.